# Ляньчен (селище, Юньнань)
Ляньчен (кит. спр. 莲城镇, піньїнь: Liánchéng Zhèn) — містечко в південнокитайській провінції Юньнань, адміністративний центр повіту Гуаннань у Веньшань-Мяо-Чжуанській автономній префектурі.

## Географія
Ляньчен розташовується на півдні Юньнань-Гуйчжоуського плато.

### Клімат
Містечко знаходиться у зоні, котра характеризується вологим субтропічним кліматом. Найтепліший місяць — липень із середньою температурою 23.3 °C (74 °F). Найхолодніший місяць — січень, із середньою температурою 8.9 °С (48 °F).
| Клімат Ляньчена         | Клімат Ляньчена | Клімат Ляньчена | Клімат Ляньчена | Клімат Ляньчена | Клімат Ляньчена | Клімат Ляньчена | Клімат Ляньчена | Клімат Ляньчена | Клімат Ляньчена | Клімат Ляньчена | Клімат Ляньчена | Клімат Ляньчена | Клімат Ляньчена |
| Показник                | Січ.            | Лют.            | Бер.            | Квіт.           | Трав.           | Черв.           | Лип.            | Серп.           | Вер.            | Жовт.           | Лист.           | Груд.           | Рік             |
| Абсолютний максимум, °C | 27              | 28              | 32              | 33              | 36              | 32              | 33              | 32              | 32              | 30              | 28              | 27              | 36              |
| Середній максимум, °C   | 14              | 15              | 22              | 26              | 28              | 27              | 27              | 27              | 25              | 22              | 20              | 16              | 22              |
| Середня температура, °C | 8               | 10              | 16              | 19              | 22              | 22              | 23              | 22              | 20              | 17              | 14              | 10              | 17              |
| Середній мінімум, °C    | 3               | 5               | 10              | 13              | 17              | 18              | 19              | 18              | 16              | 12              | 8               | 5               | 12              |
| Абсолютний мінімум, °C  | −5              | −2              | −1              | 5               | 10              | 12              | 17              | 10              | 8               | 2               | 2               | −1              | −5              |
| Вологість повітря, %    | 75              | 76              | 70              | 66              | 71              | 79              | 81              | 83              | 81              | 81              | 79              | 78              | 77              |
| ----------------------- | --------------- | --------------- | --------------- | --------------- | --------------- | --------------- | --------------- | --------------- | --------------- | --------------- | --------------- | --------------- | --------------- |
| Джерело: Weatherbase    |                 |                 |                 |                 |                 |                 |                 |                 |                 |                 |                 |                 |                 |